# Euro Federico Roman
Euro Federico Roman (Triëst 29 juli 1952) is een voormalig Italiaans ruiter. Roman won tijdens de Olympische Zomerspelen 1980 de individuele titel en samen met zijn broer Mauro Roman de zilveren medaille in de landenwedstrijd.

## Resultaten
- Olympische Zomerspelen 1976 in Montreal 9e individueel eventing met Shamrock
- Olympische Zomerspelen 1976 in Montreal 4e landenwedstrijd eventing met Shamrock
- Olympische Zomerspelen 1980 in Moskou  individueel eventing met Rossinan
- Olympische Zomerspelen 1980 in Moskou  landenwedstrijd eventing met Rossinan
- Olympische Zomerspelen 1992 in Barcelona 47e individueel eventing met Noriac
- Olympische Zomerspelen 1992 in Barcelona 13e landenwedstrijd eventing met Noriac

1912: Axel Nordlander ·
1920: Helmer Mörner ·
1924: Dolf van der Voort van Zijp ·
1928: Charles Pahud de Mortanges ·
1932: Charles Pahud de Mortanges ·
1936: Ludwig Stubbendorf ·
1948: Bernard Chevallier ·
1952: Hans von Blixen-Finecke jr. ·
1956: Petrus Kastenman ·
1960: Lawrence Morgan ·
1964: Mauro Checcoli ·
1968: Jean-Jacques Guyon ·
1972: Richard Meade ·
1976: Edmund Coffin ·
1980: Euro Federico Roman ·
1984: Mark Todd ·
1988: Mark Todd ·
1992: Matt Ryan ·
1996: Blyth Tait ·
2000: David O'Connor ·
2004: Leslie Law ·
2008: Hinrich Romeike ·
2012: Michael Jung ·
2016: Michael Jung ·
2020: Julia Krajewski ·
2024: Michael Jung